# Bora-Bericcio
Bora-Bericcio är en vulkan i Etiopien.   Den ligger i regionen Oromia, i den centrala delen av landet, 90 km söder om huvudstaden Addis Abeba. Toppen på Bora-Bericcio är 2 285 meter över havet, eller 530 meter över den omgivande terrängen. Bredden vid basen är 13,3 km.
Terrängen runt Bora-Bericcio är kuperad åt sydost, men åt nordväst är den platt. Runt Bora-Bericcio är det ganska tätbefolkat, med 104 invånare per kvadratkilometer. Omgivningarna runt Bora-Bericcio är en mosaik av jordbruksmark och naturlig växtlighet.